# Friedrich Risner
Friedrich Risner (1533 - 15 de setembre 1580) va ser un matemàtic alemany de Hersfeld (actualment Bad Hersfeld), Hessen que va suggerir la idea d'una càmera obscura portable. Va ser col·laborador de l'humanista francès Petrus Ramus i va treballar com a professor al Departament de Matemàtiques al Collège Royale de France a París.
Friedrich Risner va utilitzar la càmera obscura per dur a terme experiments d'òptica i, generalment, es considera un dels precursors de la càmera moderna.

## Biografia
Va néixer l'any 1533 a Hersfeld, Hessen. Probablement va arribar a París l'any 1565 i es va convertir en col·laborador de l'humanista Petrus Ramus (Pierre de la Ramée, 1515-72). Allà, va treballar principalment com a pedagog i filòsof i es va fer conegut a través del seu programa dirigit contra Aristòtil.
Durant els anys que va col·laborar amb Petrus Ramus van publicar dues edicions molt influents: Optica i Perspectiva.
Durant un viatge que va realitzar amb Ramus l'any 1570 a Nuremberg. Allà va conèixer a Wenzel Jamnitzer i Hans Lencker. Les habilitats matemàtiques de Risner van sorprendre tant a Ramus que ell, al seu testament (1568), el va preveure com a catedràtic de matemàtiques del Collège de France. Risner va acceptar aquesta posició l'any 1576, però no va tenir conferències sinó que va decidir tornar uns quants mesos a la seva ciutat natal, Hersfeld. Un cop a Hersfeld va morir amb 47 anys després d'una llarga malaltia.

## Col·laboració amb Petrus Ramus
Durant els anys de col·laboració entre Friedrich Risner i Petrus Ramus van publicar llibres dels pioners de l'òptica: Ibn al-Hàytham i Erazmus Ciolek Witelo.
L'any 1572, van publicar un escrit bàsic dels estudis d'òptica aràbiga: Optica, d'Ibn al-Hàytham. Risner el va crear gràcies a dos manuscrits traduïts al llatí que havia trobat Ramus anteriorment. En la seva edició, Risner va dividir el llibre en proposicions i va afegir-hi cites.
Una altra publicació molt important va ser Perspectiva d'Erazmus Ciolek Witelo. Friedrich Risner, en aquesta publicació, va millorar el text usant diversos manuscrits i va afegir-hi referències creuades.
De les dues publicacions, només el primer llibre va ser publicat completament. El segon, es va publicar de manera pòstuma gràcies a Landgrafen von Hessen.
Aquestes publicacions van inspirar i ajudar a persones com Johannes Kepler, Willebrord Snel van Royen, Descartes i Huygens per als seus estudis d'òptica.

## La càmera obscura portable

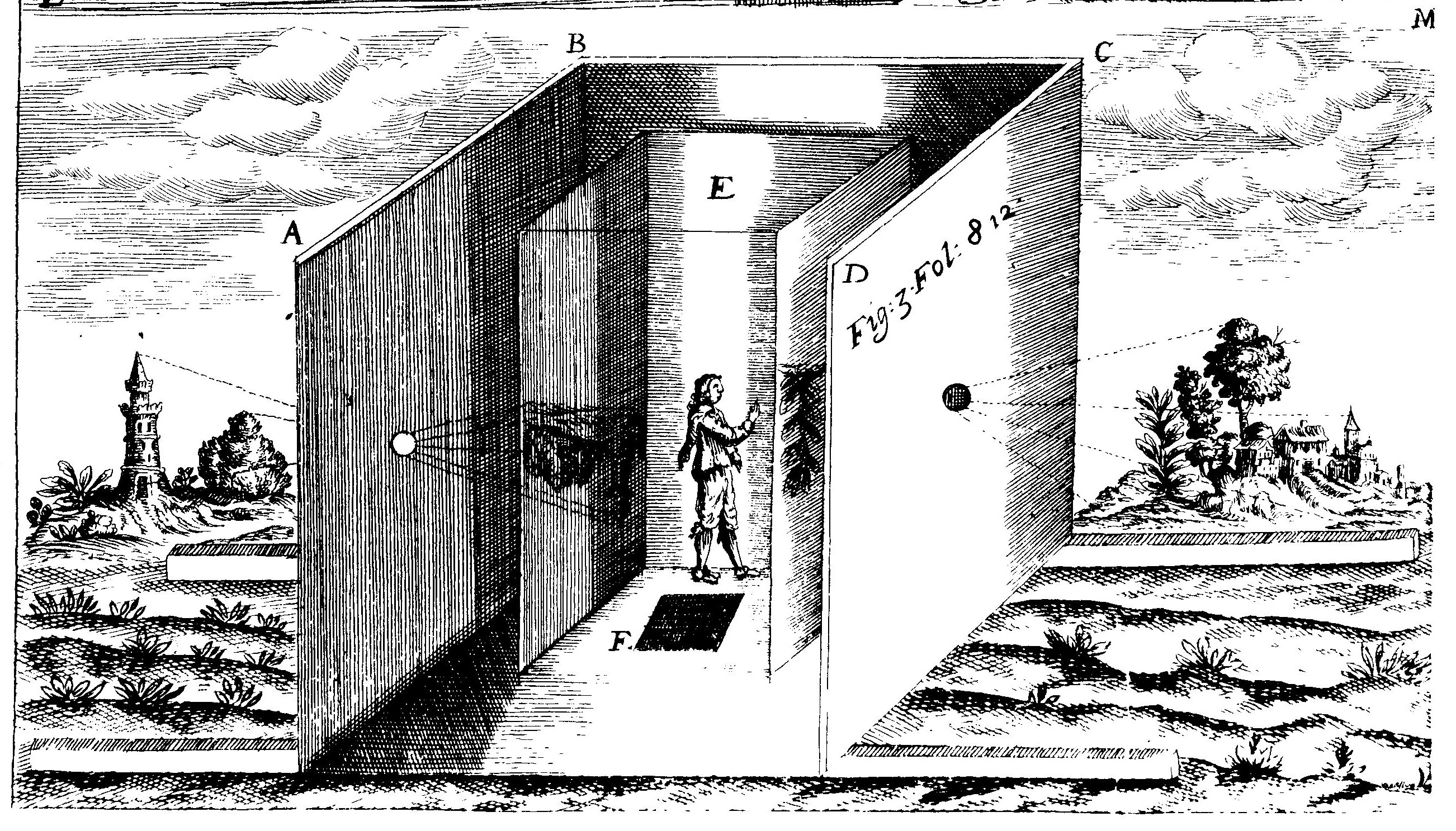
Representació gràfica de la càmera obscura de Friedrich Risner.

Friedrich Risner va dissenyar la primera càmera obscura portable. Per això va proposar una espècie de capsa de fusta lleugera que es podia transportar per dos rails a qualsevol lloc desitjat i, un cop s'arribava a la destinació, es podien crear dibuixos topogràfics. Aquesta gran caixa estaria equipada amb lents en cada un dels quatre costats i, situat al centre, un cub de paper. Un home aniria dins de la caixa i dibuixaria les imatges que es projectessin a través de cadascuna de les quatre lents als costats del cub.